# Tholen
Tholen este o comună și o localitate în provincia Zeelanda, Țările de Jos. Comuna este situată pe două foste insule situate în apropiere, insula Tholen, mai mare și la sud și Insula Sint Philipsland mai mică și la nord.

## Localități componente
Pe insula Sint Philipsland:
- Sint Philipsland
- Anna Jacobapolder
- De Sluis

Pe insula Tholen:
- Oud-Vossemeer
- Poortvliet
- Scherpenisse
- Sint Annaland
- Sint Maartensdijk
- Stavenisse
- Tholen